# Чорнова (село)
Чорнова́ (рос. Черновая) — село у складі Смоленського району Алтайського краю, Росія. Входить до складу Сичовської сільської ради.

## Населення
Населення — 271 особа (2010; 366 у 2002).
Національний склад (станом на 2002 рік):
- росіяни — 99 %